# Kremaluša
Krmaluša (Kremaluša) je naseljeno mjesto u općini Foči, Republika Srpska, BiH. Popisana je kao samostalno naselje Krmaluša na popisu 1961., a na kasnijim popisima ne pojavljuje se, jer je 1962. pripojena Kozjoj Luci (Sl.list NRBiH, br.47/62). Sjeverozapadno je Marevo, Vranjevići i rijeka Kolina istočno.
Klobučari su 0,4 km prema sjeveru, Gradac je 0,9 km sjeverno a Golije 0,6 km sjeveroistočno. Daničići su južno. Budanj i rudnici su jugozapadno.

## Stanovništvo
| Narod     | Popis 1961. |
| --------- | ----------- |
| Hrvati    |             |
| Muslimani | 119         |
| Srbi      |             |
| ostali    | 1           |
| Ukupno    | 120         |